# Ropivacaina
La ropivacaina è un anestetico locale contenente un legame di tipo amidico, con proprietà farmacodinamiche analoghe a quelle della mepivacaina e della bupivacaina. Viene commercializzato l'enantiomero S, che è l'unico attivo, sotto forma di cloridrato monoidrato, alla concentrazione dello 0,5-1%.

## Usi
La ropivacaina viene utilizzata in anestesia locoregionale.

## Meccanismo d'azione
La ropivacaina è stata sintetizzata per essere impiegata nell'anestesia per infiltrazione e per produrre sia blocco periferico che centrale. Come la bupivacaina, la ropivacaina produce un blocco differenziale delle fibre nervose: ciò consente di anestetizzare le fibre sensitive senza influenzare quelle motorie. Quando il farmaco viene somministrato per iniezione epidurale l'inizio del blocco delle fibre sensitive e la sua durata, sono simili a quelli che si ottengono con la bupivacaina, mentre l'azione sulle fibre motorie è più lenta a insorgere, di durata più breve e di minore intensità. La ropivacaina possiede anche un effetto di vasocostrizione che prolunga l'azione nell'anestesia per infiltrazione e nel blocco dei nervi periferici.

## Controindicazioni
La ropivacaina è controindicata per l'anestesia regionale endovenosa. Anche se nuovi studi suggeriscono che utilizzare sia la ropivacaina (1,2-1,8 mg / kg in 40 ml) che la levobupivacaina (40 ml di soluzione allo 0,125%), dia minore tossicità cardiovascolare e del sistema nervoso centrale rispetto alla bupivacaina racemica.

## Effetti collaterali
Le reazioni avverse sono rare se il farmaco viene somministrato correttamente. La maggior parte delle reazioni avverse si riferisce alla tecnica di somministrazione (con conseguente esposizione sistemica) o agli effetti farmacologici dell'anestesia. Raramente si verificano delle reazioni allergiche.
L'esposizione sistemica a quantità eccessive di ropivacaina provoca effetti sul sistema nervoso centrale (SNC) ed effetti cardiovascolari. Gli effetti sul SNC si verificano a concentrazioni plasmatiche inferiori, mentre gli effetti cardiovascolari si verificano a concentrazioni più elevate, sebbene possa verificarsi collasso cardiovascolare a basse concentrazioni. Gli effetti sul SNC includono eccitazione (nervosismo, formicolio intorno alla bocca, tinnito, tremore, vertigini, visione offuscata, convulsioni seguite da depressione (sonnolenza, perdita di coscienza), depressione respiratoria e apnea. Gli effetti cardiovascolari includono ipotensione, bradicardia, aritmie e / o arresto cardiaco, alcuni dei quali possono essere dovuti all'ipossiemia secondaria e depressione respiratoria.

### Trattamento del sovradosaggio
Il Celepid, un'emulsione lipidica endovenosa comunemente disponibile, può essere efficace nel trattamento della cardiotossicità grave secondaria dovuta al sovradosaggio di anestetico locale. Fatto confermato da esperimenti sugli animali e nell'uomo (meccanismo chiamato lipid rescue).

## Storia
La ropivacaina è stata sviluppata dopo che la bupivacaina è stata associata a fenomeni di arresto cardiaco, in particolare nelle donne in gravidanza. La ropivacaina ha cardiotossicità inferiore rispetto alla bupivacaina nei modelli animali.